# Frauenberg (Sondershausen)
Der Frauenberg ist ein 411 m ü. NHN hoher Bergsporn südwestlich der Kreisstadt Sondershausen in Thüringen. Er bildet einen Abschnitt der markanten Schichtstufe der Hainleite, die dort weit nach Osten in das Wippertal hineinragt.
Seit 2007 wird der Berg durch archäologische Grabungen systematisch erforscht und zählt damit gegenwärtig zu den wichtigsten Grabungsplätzen in Thüringen.

## Geografische Lage
An der östlichen Peripherie des Höhenzugs Hainleite ragt der Frauenberg bis in das Tal der Wipper hinein, in dem sich Sondershausen befindet. Am Fuße des Berges befinden sich die Ortsteile Jechaburg (südlich), Stockhausen (östlich) und Großfurra (nördlich).
Das Plateau des Frauenberges ist nahezu waldfrei und wird zum Teil als Schafsweidefläche genutzt. Die Hänge dagegen sind bewaldet und gehen im Nordosten in Kleingärten über.
Am Nordhang befindet sich ein alter Kalksteinbruch.

## Name
Namengebend ist die ehemalige Marienkirche „unser lieben Frau“ auf dem Gipfelplateau.

## Geschichte

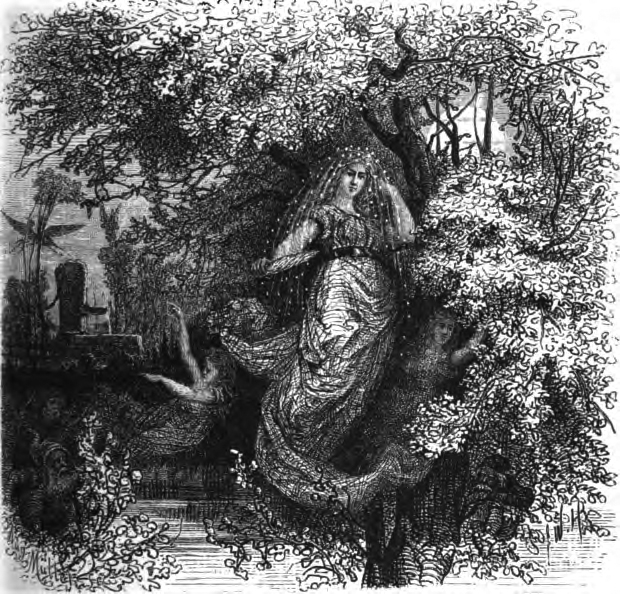
Holda, die gütige Beschüzerin (F. W. Heine, 1882), vermutlich auch als Jecha verehrt

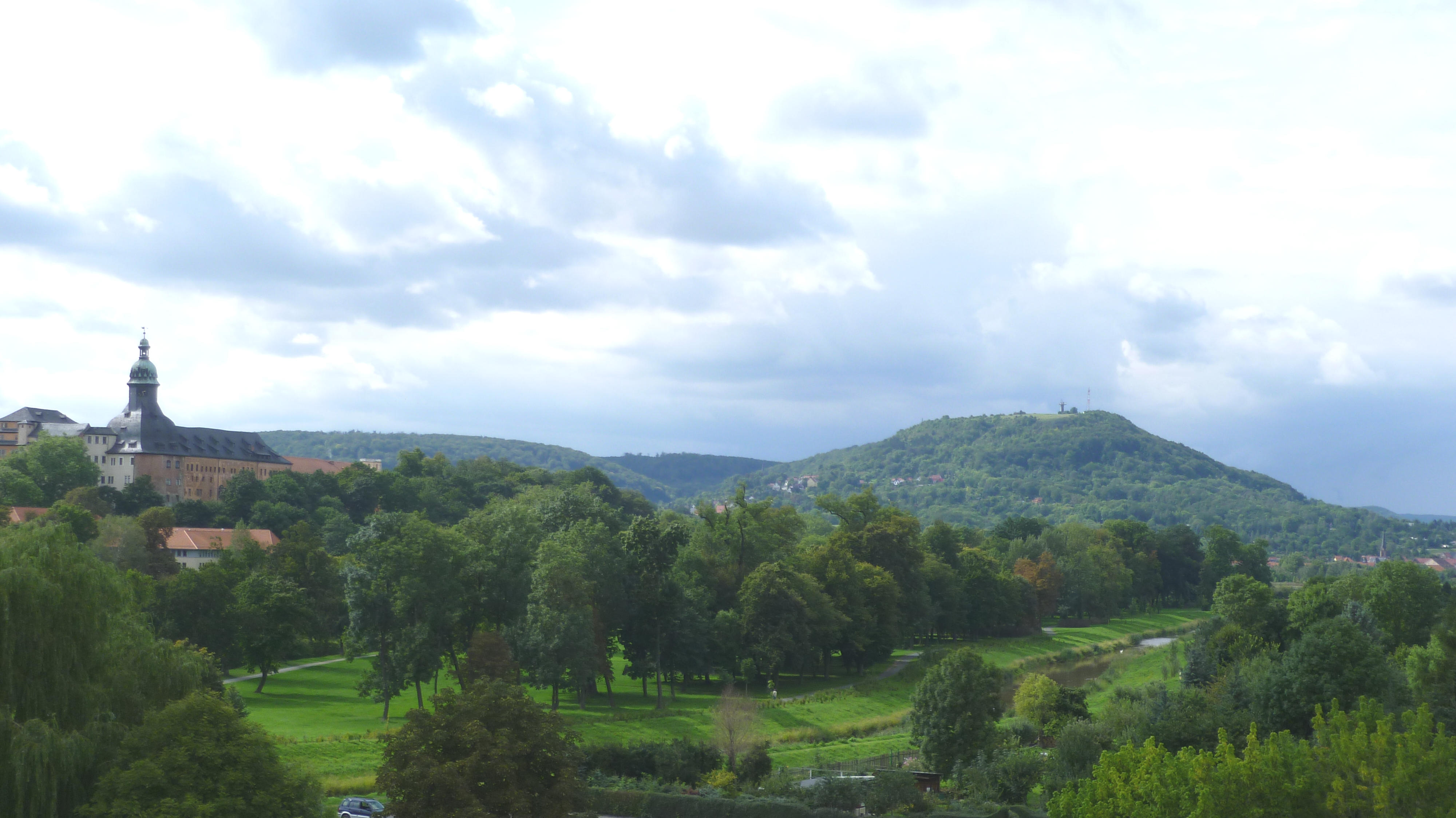
Ansicht links: Schloss Sondershausen, rechts: Frauenberg mit den 2 Funktürmen

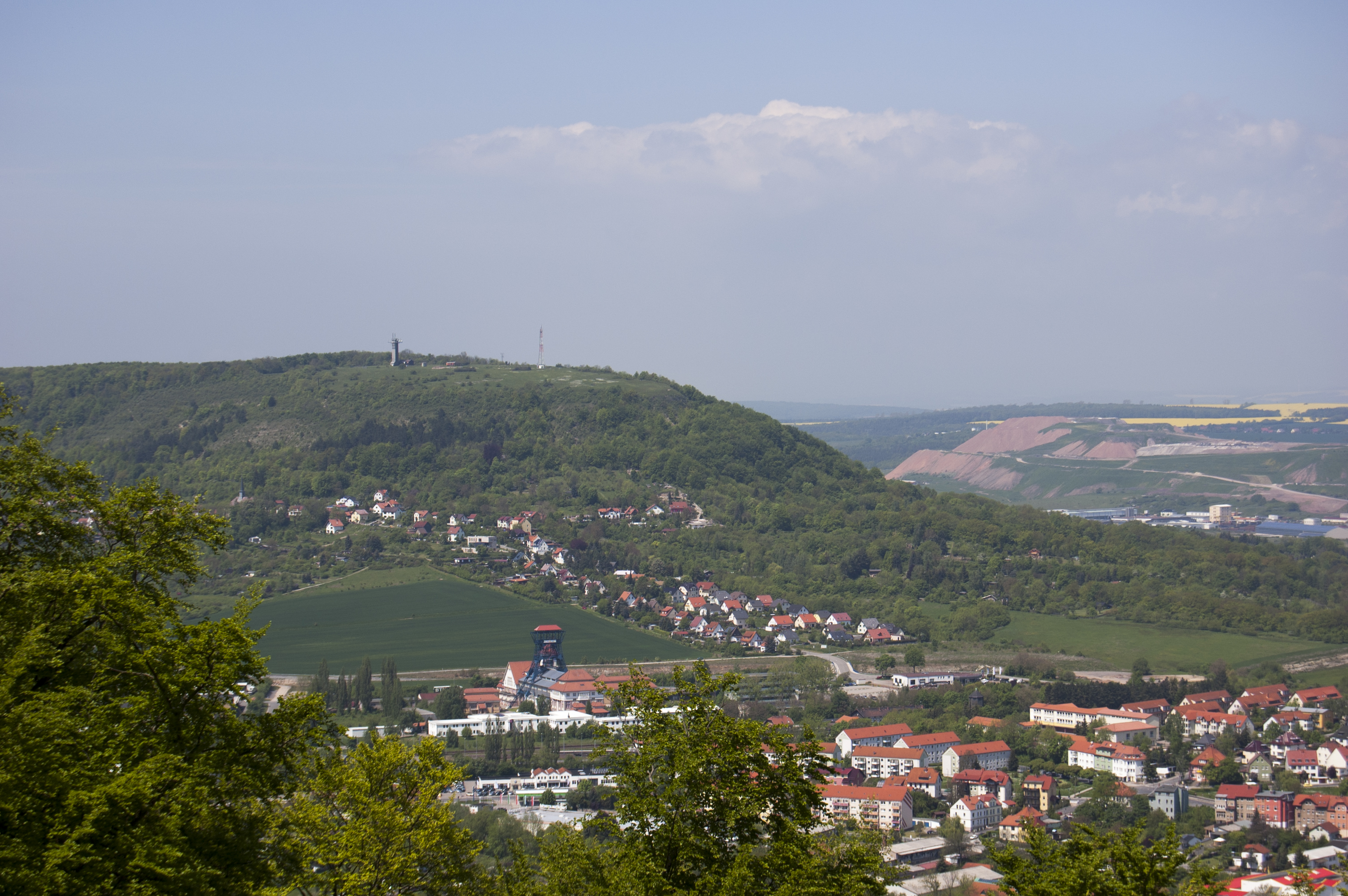
Blick vom Rondell

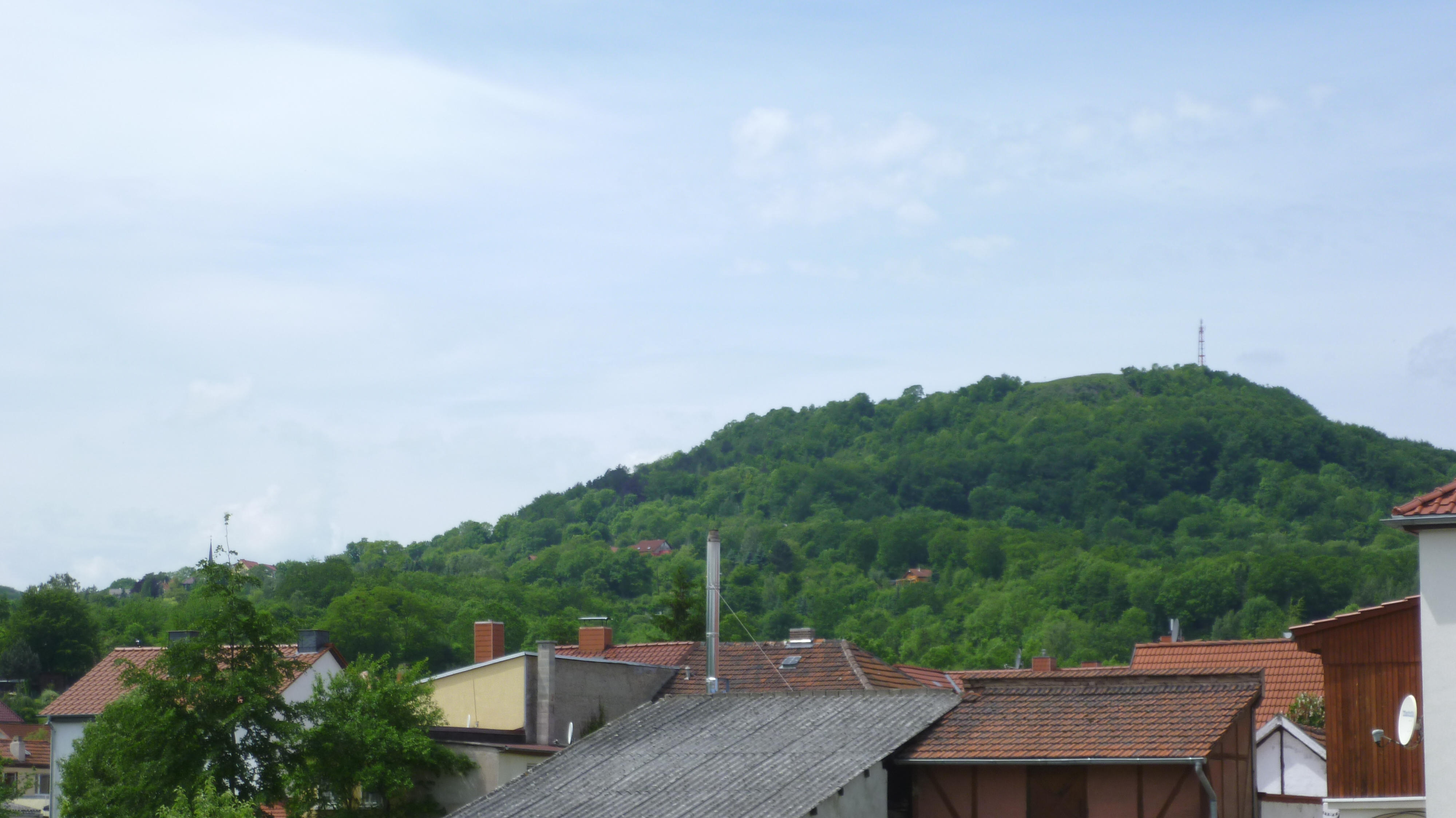
Blick vom Ortsteil Stockhausen zum Frauenberg

Die Besiedlung des Frauenbergs reicht bis in die Eisenzeit zurück. Ein Beleg dafür sind Reste eines Zwei-Pfosten-Grubenhauses, das bei Ausgrabungen 2010 entdeckt wurde.
Ebenfalls aus diesem Zeitraum wurden auf dem Plateau Gräber einer Adelsfamilie gefunden, die reich mit Goldschmuck, Perlen aus Glas und Halbedelsteinen ausgestattet waren. Eine silberne Fibel in Kreuzform belegt den Übergang  des damals lebenden Adels der Region zum Christentum. Ein grüner Sturzbecher und eine Glasschale aus dem Rheinland belegen Handelsbeziehungen um 700/800. Weiterhin sind bis jetzt 30 frühmittelalterliche und 40 hochmittelalterliche Begräbnisse bekannt.
Die Grundmauern von zwei Steinkirchen wurden nachgewiesen. Die einer romanischen Steinkirche aus dem 11./12. Jahrhundert, die bereits 1873 von Scheppig untersucht und wieder verschüttet wurden, wurden 2009 durch Gabionen sichtbar gemacht. Die Kirche existierte noch bis 1506 als Capella beatae Mariae Virginis in monte b. Mariae virginis. Nach der in der Region fruchtenden Reformation Luthers verlor sie an Bedeutung, wurde geplündert und verfiel.
Am nördlichen Steilhang durchziehen zahlreiche Risse den Berg, deren Entstehung im Zusammenhang mit der geologischen Entwicklung des Wippertales stehen. Angeblich soll ein Erdbeben, das am 28. Januar 1348 ganz Europa erschüttert haben soll, Ursache für die Spalten sein. Im Jahr 1817 brach ebenfalls am Nordhang ein riesiges Felsstück einer solchen Spalte ab und stürzte ins Tal, wodurch zahlreiche Gärten am Berg verschüttet wurden.
Aus der Luft sichtbar ist auch eine auf dem Plateau befindliche sternförmige Wallanlage, die aus jüngerer Vergangenheit stammt. Sie diente als Übungsanlage für die schwarzburgischen Truppen unter den letzten Fürsten von Schwarzburg-Sondershausen.
Der Frauenberg als Aussichtsplattform wurde bereits recht früh von den Sondershäusern und den Menschen der Umgebung entdeckt und war (wie auch noch heute) beliebtes Ziel von Wanderern. Auf dem Frauenberg entstand um 1900 eine Gaststätte, die bis in die 50er Jahre betrieben wurde.

## Archäologischer Fundplatz
Bei Schachtarbeiten war man bereits 1873 auf die Grundmauern einer mittelalterlichen Kapelle gestoßen. Es fanden sich erste vorgeschichtliche Artefakte. Die günstige Geländetopographie wurde schon in der Urnenfelderzeit für die Anlage von Befestigungen genutzt. Seit 2007 wird der Berggipfel durch archäologische Grabungen systematisch erforscht. Man fand ein reich ausgestattetes Kriegergrab aus dem frühen 8. Jahrhundert. Es beweist, dass sich auf dem Plateau bereits zu dieser Zeit die politische Oberschicht aufhielt. Der Berg zählt gegenwärtig zu den wichtigsten Grabungsplätzen in Thüringen. Der ersten Siedlung folgte nach lokaler Überlieferung eine dort in einem Hain angelegte Kultstätte der Göttin Jecha. Im Mittelalter wurde auf dem Berg eine  erste Marienkirche erbaut. Es fanden sich auch Befestigungsanlagen in Form von Wällen und Gräben, die dort eine Burganlage belegen.

## Sagen und Legenden

### Der Schwan im Frauenberg
Nach mündlicher Überlieferung wurde die folgende Erzählung weitergegeben. Es heißt, dass Mönche diese Sage vom Schwan erfunden haben, um zu verhindern, dass nach Schätzen gegraben wird, die sie aus Angst vor Plünderungen auf dem Berg vergraben hatten. Die Sage ist jedoch erst seit dem 19. Jahrhundert belegt. Folgendermaßen wird berichtet:
In dem Berge, der ganz hohl ist, befindet sich ein sehr großer See. Über den See spannt sich lieblich blau ein Himmelsbogen, der mit vielen funkelnden Sternen besät ist, die sich im klaren See widerspiegeln. Auf der ruhigen Wasserfläche rudert seit Anbeginn der Welt in ewigen Kreisen ein silberweißer Schwan, der vom Ausfluss des Sternenglanzes lebt und im Schnabel einen goldenen Ring trägt. Als der liebe Gott die Erde schuf, gab er ihm den Ring in den Schnabel, damit er die Welt im Gleichgewicht hielte. Wenn der Schwan den Ring fallen lässt, ist das Ende aller Dinge gekommen und die Welt geht unter.

### Hildegard und Hellmund
Niedergeschrieben wurde diese Sage vom Frauenberg als ein Gedicht von Bruno Sasse. Eine weitere Version dieser Geschichte basierend auf diesem Gedicht ist die Erzählung von Ines Klonz Wulff-Woesten. 
Die Sage spielt in der vorchristlichen Zeit, als die Göttin Jecha auf dem Frauenberg angebetet und das Frankenreich immer wieder von den Sachsen überfallen wurde. Die Hauptpersonen sind ein hübsches Mädchen namens Hildegard und ein sächsischer junger Ritter mit dem Namen Hellmund. Beide sind ein Paar und sehr verliebt, bis eines Tages Hellmund kriegsbedingt Hildegard verlassen muss und die beiden sich nicht mehr wiedersehen. Das Mädchen war so verzweifelt, dass sie zum Heiligtum der Jecha auf dem Frauenberg ging und dort Priesterin werden wollte. Dazu schwört sie, dass sie uneingeschränkt der Göttin dienen will. Hellmund wird nach Jahren bei einer Schlacht zwischen Franken und Sachsen gefangen genommen und soll der Jecha geopfert werden. Als Prüfung muss Hildegard den Feind mit dem Schwert töten. Sie erkennt ihn, doch sie kann sich ihrer Pflicht nicht entziehen und will es auch nicht, da er ihr mit seinem Verschwinden das Herz gebrochen hatte. Er beteuert seine Liebe, ist jedoch bereit, aus Reue zu sterben. Bei einer Gewitternacht auf dem Berg soll das Blutopfer vollzogen werden. Laut Sasse soll die Göttin Jecha so gerührt gewesen sein, dass sie die Erde aufgehen ließ und das Liebespaar verschlang. Im Berginneren war das Paradies und die beiden lebten glücklich bis an ihr Lebensende. 
Bei Wulff-Woesten zerschlägt Hildegard die Fesseln ihres Geliebten, worauf beide vom Berg fliehen können. Die Wut der Göttin wird in einem unheilvollen Gewitter deutlich, doch es gelingt dem Paar, der göttlichen Gewalt zu entfliehen.

## Funktechnik

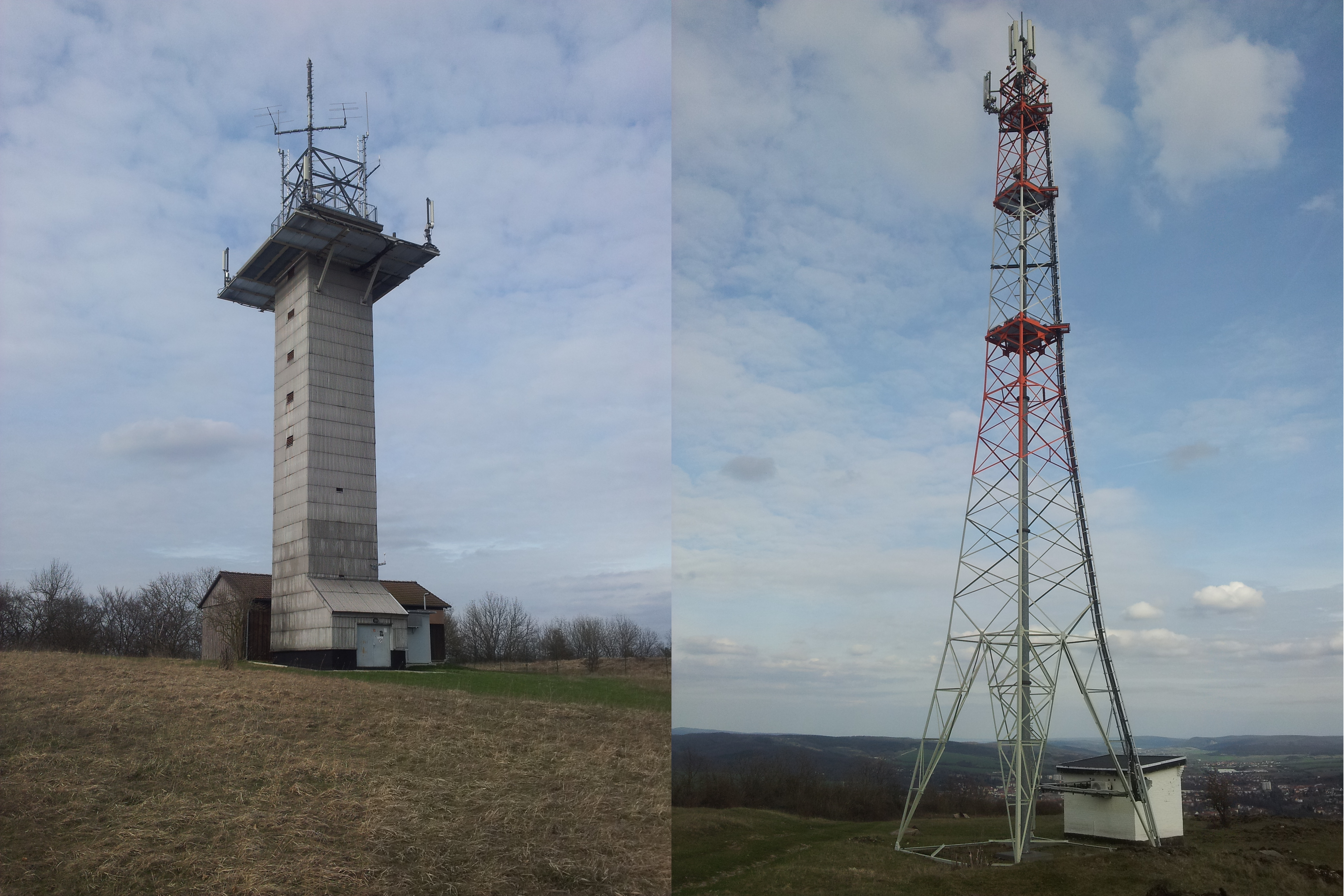
Links der Fernmeldeturm aus Holz, rechts der Stahlfachwerkturm

Auf dem Frauenberg befinden sich zwei Sendetürme: ein ca. 30 Meter hoher Fernmeldeturm aus Holz, der einst von der NVA genutzt wurde und ein frei stehender Stahlfachwerkturm, der als Sendeturm für Mobilfunk und UKW-Rundfunk genutzt wird.
UKW-Frequenzen
| Sender          | Frequenz  | Leistung |
| --------------- | --------- | -------- |
| Radio Top 40    | 90,1 MHz  | 0,2 kW   |
| MDR Aktuell     | 95,1 MHz  | 0,1 kW   |
| MDR Thüringen   | 100,1 MHz | 0,05 kW  |
| Deutschlandfunk | 101,9 MHz | 0,1 kW   |